# Adam White (volley-ball)
Pour les articles homonymes, voir White et Adam White.
Adam White (né le 8 novembre 1989 à Brisbane, dans le Queensland) est un joueur australien de volley-ball. Il mesure 2,03 m et joue réceptionneur-attaquant. Il totalise 138 sélections en équipe d'Australie.

## Clubs
| Club              | De        | À         |
| ----------------- | --------- | --------- |
| Linköpings VC     | 2008-2009 | 2008-2009 |
| Orion Doetinchem  | 2009-2010 | 2011-2012 |
| TV Bühl           | 2012-2013 | 2012-2013 |
| Blu Volley Vérone | 2013-2014 | 2014-2015 |
| Tours Volley-Ball | 2015-2016 | 2016-2017 |
| Berlin RV         | 2017-2018 | 2018-2019 |
| Orion Doetinchem  | 2019-2020 | ...       |

## Palmarès
- Coupe de la CEV (1) :
  - Vainqueur : 2017.
- Supercoupe de France (1) :
  - Vainqueur : 2015.